# Kanakapur, Koppal
Kanakapur là một làng thuộc tehsil Koppal, huyện Koppal, bang Karnataka, Ấn Độ.